# زید بن حارثه
ابواسامه زید بن حارثه بن شراحیل بن کعب بن عبدالعزی بن یزید کلبی (به عربی: أبو أُسَامَة زَيدُ بنُ حَارِثَةٍ بن شَراحيل بن كَعبٍ بن عَبدِ العُزَّى بنُ يَزِيدٍ الكَلبِيّ) از اولین مسلمانان، صحابه و فرزندخوانده محمد پیامبر اسلام بود. او را چهارمین فردی می‌دانند که بعد از خدیجه، علی و ابوبکر اسلام آورد.
۳۵ سال قبل از هجرت در نجد در خاندان بنی‌کلب به دنیا آمد. در ده سالگی محمّد او را به فرزندی گرفت و او نیز حاضر نشد نزد پدرش حارثه برگردد. در سال ۶۲۲ میلادی، زید به یثرب هجرت کرد. زید تنها صحابه محمد است که نامش در قرآن ذکر گشته‌است. (فَلَمَّا قَضَی زَیْدٌ مِّنْهَا وَطَرًا زَوَّجْنَاکَهَا / سوره احزاب: آیه ۳۷) زید در سال ۶۲۹ میلادی در جنگ موته کشته شد. آرامگاه وی در کشور اردن قرار دارد.

## خانواده و کودکی
او در خاندان عذزا از قبیله کلب در نجد، در مرکز عربستان به دنیا آمد. به گفته خودش او دوازدهمین نسل از عضره بن آلت بن روفیضه بن ثور بن کلب بن وباره بوده‌است. مادرش سودا بنت ثعلبه از خاندان معان از قبیله طی بود.
هنگامی که پسری نوجوانی بود. مادرش را برای دیدار از خانواده‌اش همراهی کرد. هنگامی که زید و مادرش نزد قبیله معان اقامت داشتد، سوارانی از قبیله قاین به آنجا هجوم آوردند و زید را ربودند و به عنوان برده به بهای ۴۰۰ دینار فروختند.
خانواده او در جستجوی او برآمدند اما موفق به پیدا کردن او نشدند.

## به عنوان برده در مکه
زید را یکی از تاجران مکه بنام حکیم بن حزام خرید و به عمه‌اش خدیجه بنت خویلد هدیه داد. او تا زمانی که خدیجه با محمد ازدواج کند، برده او بود. پس از ازدواج، خدیجه او را به عنوان هدیه به محمد بخشید. محمد زید را بسیار را دوست می‌داشت و او را «حبیب» نامید.: 6 
چند سال بعد اعضای قبیله زید برای زیارت به مکه آمدند. آنها زید را شناختند. او از آن‌ها خواست تا پیامی را به خانواده‌اش برسانند.
پس از دریافت پیام پدر و عمویش عازم مکه شدند. محمد را در کعبه یافتند و به او گفتند اگر زید را به آن‌ها بازگرداند به او هرگونه هدیه‌ای را بخواهد می‌دهند. محمد پاسخ داد که زید باید خود سرنوشتش را انتخاب کند، اما اگر او ترجیح داد به خانواده اش بازگردد، او را بدون فدیه آزاد می‌کنم.
آنها زید را صدا زدند. او پدر و عمویش را شناخت، اما به آن‌ها گفت که نمی‌خواهد محمد را ترک کند. او گفت «من چیزی در این مرد دیده‌ام و کسی را بر او ترجیح نمی‌دهم» در این هنگام محمد زید را به پلکان کعبه برد و به جمعیت اعلام کرد: شاهد باشید که زید پسر من می‌شود با حق ارث متقابل. پدر و عموی زید با دیدن آن صحنه راضی شدند و بدون او به خانه بازگشتند.
براساس قانون فرزندخواندگی عرب در آن زمان، زید متعاقباً «زید بن محمد» نامیده شد و مردی آزاد بود که از نظر اجتماعی و قانونی به عنوان پسر محمد تلقی می‌شد.

## ماجرای زید و زینب بنت جحش
محمد دختر عمه خود - زینب دختر جحش - را همسر زید کرد.
طبری در تاریخ خود می‌گوید که روزی محمد به دیدن زید رفت. زینب از جایش بلند می‌شود تا خود را بپوشاند و به محمد بگوید که زید در منزل نیست اما محمد آنجا را ترک می‌کند. وقتی که زید به منزل بازمی‌گردد، زینب قضیه را به وی می‌گوید. زید نزد محمد آمد و مشورت کرد، که اگر محمد اجازه دهد او می‌خواهد زینب را طلاق دهد، محمد او را از این کار نهی کرد و در نهی او از این عمل پافشاری کرد و این آیه نازل شد:

«(به خاطر بیاور) زمانی را که به آن کس که خداوند به او نعمت داده بود و تو نیز به او نعمت داده بودی (به فرزند خوانده‌ات «زید») می‌گفتی: «همسرت را نگاه‌دار و از خدا بپرهیز!» (و پیوسته این امر را تکرار می‌کردی)؛ و در دل چیزی را پنهان می‌داشتی که خداوند آن را آشکار می‌کند؛ و از مردم می‌ترسیدی در حالی که خداوند سزاوارتر است که از او بترسی! هنگامی که زید از آن زن جدا شد، ما او را به همسری تو درآوردیم تا مشکلی برای مؤمنان در ازدواج با همسران پسر خوانده‌هایشان -هنگامی که طلاق گیرند- نباشد؛ و فرمان خدا انجام شدنی است. (۳۷) هیچ گونه منعی بر پیامبر در آنچه خدا بر او واجب کرده نیست؛ این سنت الهی در مورد کسانی که پیش از این بوده‌اند نیز جاری بوده؛ و فرمان خدا روی حساب و برنامه دقیقی است! (۳۸).» (سوره احزاب، آیات ۳۷ و ۳۸)∗

و سرانجام زید همسرش را طلاق داد. این روایت را افرادی چون علامه مجلسی و محمد بن جریر طبری نقل کرده‌اند.
دیوید پاورز معتقد است آیات ۳۷–۴۰ سورهٔ احزاب بعد از مرگ محمد به قرآن الحاق شده و داستان دیدار او با زینب هم افسانه‌ای است که در دهه‌های اولیهٔ اسلامی برای تثبیت اعتقاد آخرین پیامبر بودن محمد ایجاد شده‌است زیرا وجود فرزند ذکوری به نام «زید بن محمد» با این عقیده در تعارض بوده‌است؛ لذا این آیات و داستان می‌گویند زید در زمان مرگ محمد پسر و وارث او نبوده‌است. در نظر پاورز، عجیب است که در کنار امر به ازدواج با همسرِ زید، قرآن می‌گوید «محمد پدر هیچ‌یک از مردان شما نیست»، حال آنکه محمد ممکن بوده از زینب (یا از ماریه که چند سال بعد ابراهیم را به دنیا آورد) صاحب پسری شود. در آخر، پاورز عقیده دارد بین آیات احزاب۳۷ و نساء۲۳ و نیز بین احزاب۶ و احزاب۴۰ تناقض وجود دارد.

## در مثنوی مولوی
مولوی در مثنوی خود داستانی را به زید نسبت می‌دهد (با مطلع:گفت پیغامبر صباحی زید را/کیف اصبحت ای رفیق با صفا) که در حقیقت مربوط به حارثه است. شاید از جهت ذکر نام پدر به جای پسر (چنان‌که در مورد محمد بن زکریای رازی، زکریای رازی و در مورد حسین بن منصور حلاج، منصور حلاج گفته می‌شود) مولوی نیز به جای حارثه از پسر وی یاد کرده‌است.